# Metriacanthosaurus
Metriacanthosaurus ("någorlunda taggig ödla") var en köttätande dinosaurie ur familjen metriacanthosauridae som levde i det som idag är England under juraperioden.
Arten beskrevs efter ett ofullständigt skelett som saknade kranium. Resterande delar uppskattades med hjälp av liknande dinosaurier. Antagligen nådde släktets medlemmar en längd av 8,2 meter. Fossilet är 159 till 154 miljoner år gammalt.